# برج تاتلين

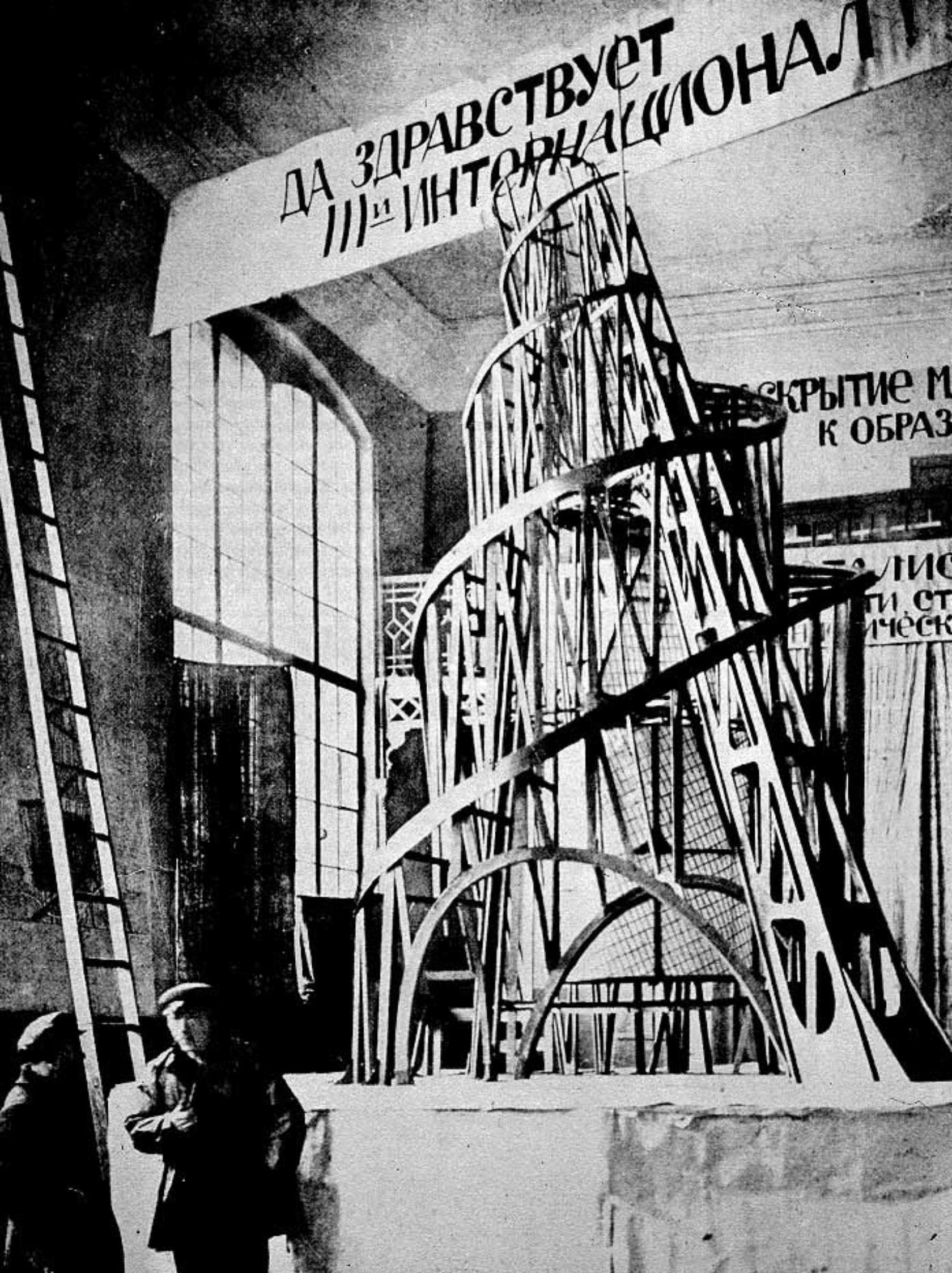

برج تاتلين مشروع لبرج تم اقتراحه عام 1917 م بعد الثورة البلشفية في سانت بطرسبيرغ. وقدم نموذج المشروع المعماري الروسي فلاديمير تاتلين عام 1919 م في ذكرى المؤتمر الاشتراكي العالمي الثالث . كمبنى مرتفع ورمز تذكاري للشيوعية العالمية . يحتوي على مكاتب ومكتب تلغراف ومطاعم .
من أعمال تاتلين بالغة الأعمية في هذا السياق، تصميمه في العام 1919 للنصب التذكاري لذكرى المؤتمر الاشتراكي العالمي الثالث الذي كان على هيئة برج معدني ضخم بارتفاع يعادل ضعف ارتفاع الإمباير ستيت في نيويورك ، بارتفاع 400 م يتكون من لولبين حلزونيين بداخلهما أربع حجوم أساسية من المفترض أن تحوي كل منها على قاعة مخصصة لاجتماعات مجالس ولجان معينة. وكان من المفترض أن تدور كل منها حول محور مستقل لكل منها، بحيث تتم كل قاعة دورة كاملة في فترة زمنية تتناسب ومواعيد الاجتماعات والنشاطات.لم يتم تنفيذ هذا التصميم لكن عندما تم عرض المجسم الخشبي المصغر لهذا التصميم الطموح لأول مرة عام 1920 إعتلته راية من قماش كتب عليها «المهندسون يصنعون الأشكال الجديدة» . وكانت هذه إشارة صريحة إلى نزعة حداثية لتمجيد الآلة و الإنجازات التكنلوجية للعصر الصناعي، كما في النزعات المستقبلية الإيطالية .

## لغة التشكيل
يؤكد تاتلين من ناحية في تصميمه على أهمية النهج العلمي في اختيار الأشكال المعمارية، تماما كما يقوم المهندسون من مختلف التخصصات، وبخاصة المهندس الصناعي، في تصميمه للآلات ، وهذا هو المقصود بالعبارة التي خطت على الراية التي اعتلت النصب ابان عرضه لأول مرة عام 1920. ومن ناحية أخرى، لاشك بأن تتلن كان واعيا لتأثيرات الأشكال المختلفة على إحساسات المشاهد، ومنها اختياره للأشكال اللولبية الحلزونية لما لها من إيحاءات بالحركة والديناميكية.
ويمتاز مشروعه أيضا بالخطوط والأسطح المنحنية كعناصر تشكيل أساسية ، وبالتكوينات الفراغية الحرة .
الرمزية في المباني . والديناميكية من خلال الخطوط غير المنتهية .

## وصلات خارجية
- برج تاتلين والعالم
- برج تاتلين - نصب المعرض الثالث في موسكو نسخة محفوظة 17 فبراير 2012 على موقع واي باك مشين. - مجسم ثلاثي الأبعاد لبرج تاتلين